# Уэст-Линн
Уэст-Линн (англ. West Linn) — город в округе Клакамас в штате Орегон в Соединённых Штатах Америки.
Согласно данным переписи населения США 2020 года число жителей города 
составляло 27 373 человек, что, для такого небольшого населённого пункта, существенно больше (+ 9%), чем было во время предыдущей переписи, проводившейся в 2010 году (25 109 человек).

## История
Город был основан в первой половине XIX века.
В 1902 году близ Уэст-Линн эмигрантом из Уэльса шахтёром Эллисом Хьюзом был найден метеорит Уилламетт — самый большой из когда-либо найденных на территории Соединённых Штатов Америки, а также шестой по величине в мире.
В 1913 году Уэст-Линн получил статус города, а в 1916 году был объединён с поселением Уилламетт, что, судя по динамике роста, стало обоюдовыгодно для обоих сообществ.
В 2011 году город Уэст-Линн был самым высоко оцененным городом Орегона в списке «Лучшие места для жизни 2011 года» журнала «Money», где занял 69 место в общем зачёте. Ближайший в этом списке город Орегона Шервуд занял сотую строчку.

## География
Согласно данным Бюро переписи населения США, общая площадь города составляет 8,05 квадратных мили (20,85 км2), из которых 7,39 квадратных мили (19,14 км2) — это суша и 0,66 квадратных мили (1,71 км2) приходится на водную поверхность.